# Стржижков
Стржижков — назва катастральної ділянки на території Праги. Територіально знаходиться на частинах районів Прага 8 та Прага 9.
Частина Стржижкова, що розмістилася у Празі 8 складається з колишнього селища Стржижков та ще частково на північний захід. До території Стржижкова у Празі 9 відноситься північно-західна частина житлового району Просек.

## Історія
Назву двору Стржижков зустрічаємо вже в році 1230. В році 1900 на цій місцевості проживало 370 осіб. В році 1922 став частиною Праги. В 2006 році було нараховано 14 179 мешканців.